# Маргьорит дьо Куртене-Намюр
Маргьорит дьо Куртене-Намюр (на френски: Marguerite de Courtenay-Namur) е графиня на Вианден и маркграфиня на Намюр.

## Живот
Дъщеря е на латинския император на Константинопол Пиер дьо Куртене и Йоланда Фландърска. Кръстена е на баба си по майчина линия графиня Маргарета I Фландърска, която е съпруга на Балдуин V, граф на Ено.
Първоначално Маргьорит е омъжена ок. 1210 г. за Раул дьо Лузинян († 1212) от род Лузинян, но бракът им е анулиран през 1212 г. През 1216 г. тя се омъжва повторно за графа на Вианден Хайнрих I († 1253). От този брак се раждат 6 деца.
През 1229 г. умира маркграфът на Намюр и брат на Маргьорит Хайнрих II дьо Куртене-Намюр. Тъй като той не оставя свои наследници, неговата титла и владенията му са наследени от Маргьорит, въпреки че за тях претендират по-голямата ѝ сестра и унгарска кралица Йоланда и брат им – латинският император Балдуин II. Противник на Маргьорит се оказва и фландърския граф Фердинад, чиято съпруга – Йохана, е дъщеря на покойния латински император Балдуин I и е полусестра на майката на Маргьорит. Фердинанд се опитва да сложи ръка върху Намюр. Маргьорит, която се ползвала с подкрепата на графа на Булон, е принудена да се съгласи да преговаря за мир, който е сключен в Камбре на 1 ноември 1232 г. В замяна на няколко града във Фландрия и Ено, Фердинанд се отрича от претенциите си върху Намюр.
През 1237 г. владенията на Маргьорит са завладени от брат ѝ Балдуин II, който се ползвал с подкрепата на френския крал и Йохана Константинополска, а Маргьорит и съпругът ѝ се установяват в Графство Вианден. През 1252 г. съпругът на Маргьорит се отправя на кръстоносен поход в Светите земи, а управлението на графството е предадено на сина им Филип. Маргьорит се замонашва в манастира Мариентал, където умира на 17 юли 1270 г.

## Деца
- Матилда дьо Вианден, омъжена през 1235 за Йоан Ангел, дук на Срем;
- Пиер († 1272);
- Фредерик († 1247), женен 1247 г. за Матилда фон Салм (* ок. 1223), II. за Елизабет фон Салм († пр. 1263);
- Анри († 1267), епископ на Утрехт (1249 – 1267);
- Филип I († 1273), граф на Вианден;
- Йоланда († 1283), приорин на манастир Мариентал, Блаженна.